# 廖建宇
廖建宇（1964年4月—），四川开县（今重庆）人，中华人民共和国政治人物。

## 生平
1985年毕业于贵州大学数学专业。1985年8月参加工作，1986年8月加入中共。1985年7月进入中共贵州省委办公厅工作。2001年3月，任中共黔南州委常委、宣传部部长；2004年5月，任中共贵州省纪委常委(2003年9月至2006年6月在贵州省委党校在职研究生班行政学专业学习)。2006年12月，任中共贵州省纪委常委、秘书长；2008年12月，任中共贵州省纪委副书记、秘书长；2010年4月，中共贵州省纪委副书记；2012年5月，任贵州省监察厅厅长；2015年11月，任中央纪委第十二纪检监察室主任；2017年5月，任中共辽宁省委常委、省纪委书记。2018年2月24日，当选为第十三届全国人大代表。
2021年11月，任中共四川省委常委、省纪委书记，省监委代主任。